# Gonepteryx maxima
Gonepteryx maxima é uma borboleta da família Pieridae. Ela foi descrita por Arthur Gardiner Butler em 1885. Pode ser encontrada do nordeste da China até à Coreia, no Japão, no Extremo Oriente Russo (Amur, Ussuri). O habitat natural desta borboleta localiza-se em áreas de estepe e estepes florestadas.
As larvas alimentam-se da espécie Rhamnus ussuriensis.

## Subespécies
- Gonepteryx maxima maxima
- Gonepteryx maxima amurensis Graeser, 1888 (Amur, Ussuri)